# XII Riunione degli scienziati italiani
La dodicesima riunione degli scienziati italiani fu un incontro dei principali studiosi della penisola italiana svoltosi a Palermo nel 1875.

## Aspetti storici
Il congresso di Palermo fu l'ultimo dei congressi scientifici e contemporaneamente il primo della nuova Società italiana per il progresso delle scienze, di cui fu approvato il Regolamento nella seduta di apertura del 29 agosto. La neocostituita società rimase inattiva e non realizzò convegni o atti.

## Sezioni
Il presidente generale fu Terenzio Mamiani. Il segretario generale fu Luigi Galassi.

### Matematiche, astronomia, fisica e meteorologia
Furono nominati presidente Pietro Blaserna e vicepresidenti Giovanni Cantoni e Angelo Secchi.
I segretari furono Luigi Gatta e Giuseppe Pisati.

### Ingegneria
Furono nominati presidente Francesco Giordano e vicepresidenti Filippo Giovanni Battista Basile e Alessandro Bettocchi.
I segretari furono Cesare Ceradini Salemi e Giovanni Pace.

### Chimica e mineralogia
Furono nominati presidente Francesco Filippuzzi e vicepresidenti Francesco Brugnatelli e Emanuele Paternò.
I segretari furono Orazio Silvestri e Giuseppe Bellucci.

### Zoologia, anatomia comparata, botanica e geologia
Furono nominati presidente Gaetano Giorgio Gemmellaro e vicepresidenti Agostino Todaro e Leone De Sanctis.
I segretari furono Giuseppe Inzega e Pietro Marchi.

### Anatomia, fisiologia e medicina
Furono nominati presidente Pietro Burresi e vicepresidenti Francesco Magni e Mariano Pantaleo.
I segretari furono Cesare Federici e Giuseppe Ziino.

### Geografia, antropologia, etnografia e linguistica
Furono nominati presidente Cesare Correnti e vicepresidenti Luigi Gatta e Augusto Montanari.
I segretari furono Ignazio Virz e Vito Cusimato.

### Filologia, storia e archeologia
Furono nominati presidente Michele Amari e vicepresidenti Giuseppe Fiorelli e Gaston Paris.
I segretari furono Antonio Bertolotti e Pio Rayna.

### Statistica, scienza economica e scienza politica
Furono nominati presidente Cesare Correnti e vicepresidenti Angelo Marescotti e Francesco Ferrara.
I segretari furono Alvisi Perni e Francesco Maggiore Perni.

### Scienze legali
Furono nominati presidente Terenzio Mamiani e vicepresidenti Giampaolo Tolomei e Antonio Garaio.
I segretari furono Francesco Perroni-Paladini e Giuseppe Carnazza-Puglisi.

### Filosofia e pedagogia
Furono nominati presidente Terenzio Mamiani e vicepresidenti Simone Corleo e Ernest Renan.
I segretari furono Angelo Valdarnini e Giacomo Bonafede.